# 闽北职业技术学院
闽北职业技术学院是位于中国福建省南平市延平区的一所全日制公办高等职业院校，成立于2004年5月18日。
学院设有食品与生物工程系、管理系、艺术与传播系、信息与工程系和基础教育系5个系。
学院前身为南平市业余大学和建阳师范学校（创建于1929年）。2009年9月，学院由建阳市迁往南平市江南新区职教园区。